# Euplexia saldanha
Euplexia saldanha là một loài bướm đêm trong họ Noctuidae.